# Pazurek Pierwszy

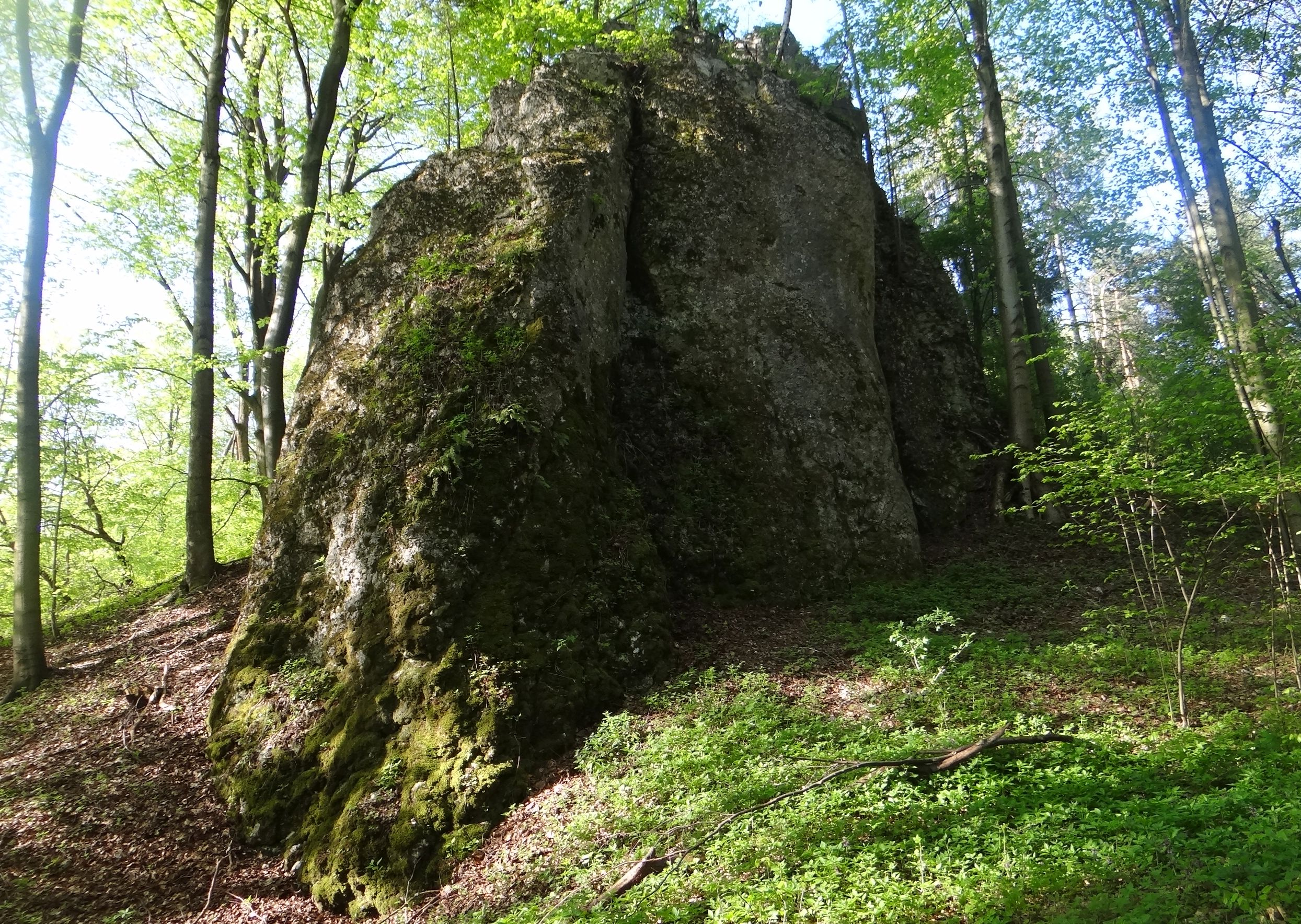

Pazurek Pierwszy – grupa skał na  Wyżynie Olkuskiej będącej częścią Wyżyny Krakowsko-Częstochowskiej. Znajduje się w lesie między polami wsi Podlesie w województwie małopolskim, w powiecie olkuskim, w gminie Olkusz, a drogą nr 783. Przy drodze tej, naprzeciwko rezerwatu przyrody Pazurek znajduje się parking, od którego na południe, w kierunku Podlesia prowadzi szutrowa droga leśna. Po jej prawej (zachodniej) stronie (licząc od parkingu) znajdują się 3 skały. Kolejno są to Pazurek Pierwszy, Igły Olkuskie i Pazurek Drugi. Na dwóch ostatnich uprawiana jest wspinaczka skalna, Pazurek Pierwszy nie zainteresował wspinaczy. 
Pazurek Pierwszy znajduje się w lesie w odległości około 120 m na wschód od drogi nr 783 i około 130 m na południe od parkingu. Jest niewidoczny ani z drogi, ani z parkingu.